# Szentesi gyepek
Szentesi gyepek este o arie protejată (arie specială de conservare — SAC, sit de importanță comunitară — SCI) din Ungaria întinsă pe o suprafață de 606,04 ha, integral pe uscat.

## Localizare
Centrul sitului Szentesi gyepek este situat la coordonatele 46°37′03″N 20°14′39″E / 46.6175°N 20.244167°E.

## Înființare
Situl Szentesi gyepek a fost declarat sit de importanță comunitară în mai 2004 pentru a proteja 1 specie de animale. Situl a fost protejat și ca arie specială de conservare în februarie 2010.

## Biodiversitate
Situată în ecoregiunea panonică, aria protejată conține 3 habitate naturale: Pajiști aluvionare inundabile, de Cnidion dubii, Pajiști stepice panonice pe loess, Stepe și mlaștini sărate panonice.
La baza desemnării sitului se află o specie protejată de  amfibieni: buhai de baltă cu burta roșie (Bombina bombina).
Pe lângă speciile protejate, pe teritoriul sitului au mai fost identificate 1 specie de plante, 2 specii de amfibieni, 1 specie de nevertebrate, 1 specie de reptile.